# 金角湾

金角湾(Golden Horn)の位置。サライブルヌの岬の北側にある。黒く塗られた場所は歴史的な場所で、サライブルヌの先端にある1番がトプカプ宮殿である。46番:ガラタ橋、47番:アタテュルク橋。紫の線はトラムで橋を使って渡る路線もある。

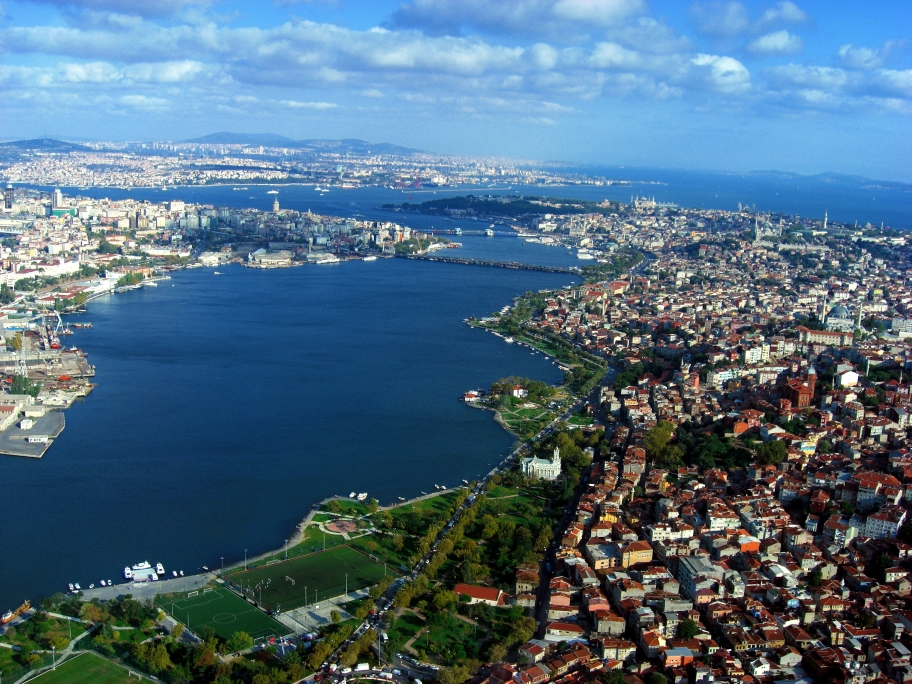
2010年の金角湾の奥から海側を見た図。二つの橋の間に、金角湾メトロ橋が2009年に建設が開始され2013年に完成される。ハリチュ大橋は撮影者の後ろなので映らない。

金角湾（きんかくわん、土: Altın Boynuz、希: Χρυσόν Κέρας、英: Golden Horn、いずれも「金の角」の意）は、トルコ・イスタンブールの湾。トルコ語の通称はハリチュ（Haliç、ハリチ、「入り江」の意）。

## 概要
古来からの名前の通り、ギリシア神話で「牝牛の渡渉」を意味するボスポラス海峡からヨーロッパ大陸に牛の「角」のように切り込んだ東西に細長い湾で、この海峡の西南のマルマラ海への出口に位置する天然の良港になっている。南は古代ギリシアのビュザンティオンの跡地であるイスタンブール旧市街で、北は東ローマ帝国とオスマン帝国の時代に西欧人の商人、使節の居留地であったガラタの町がある。
1453年にコンスタンティノポリスがオスマン帝国のメフメト2世に征服された(コンスタンティノープルの陥落)後は、金角湾の南西岸（イスタンブール旧市街の北西隅）にあたるファナリ（トルコ語ではフェネル）地区に正教会のコンスタンディヌーポリ総主教庁が移され、キリスト教徒が集中して居住する地域となった。この地域の出身で裕福な商人となり、官僚としてオスマン帝国に仕えて通訳官やワラキア公国、モルダヴィア公国の統治者に任命された人々は「ファナリオティス（ファナリの者）」と呼ばれた。
金角湾岸は工業・住宅・公園地区として開発されている。

## 金角湾にかかる橋
古くから渡し舟で往来されていたが、1836年に南岸の旧市街エミノニュ地区と北岸のガラタ地区の間に跳ね橋のガラタ橋が建設され、北岸の新市街としての発展を促した。橋から釣り糸を垂らして釣ったサバを焼いてパンに挟んだサンドイッチ（サバサンド）は金角湾の名物であったが、2004年、景観を損ねるとの見解から一掃されてしまった。
金角湾の架橋については、レオナルド・ダ・ヴィンチやミケランジェロの二人が、別々にではあるが、オスマン宮廷に架橋の計画を提案したことが伝わっている。ダ・ヴィンチは、1502ないし1503年7月にバヤズィト2世（在位1481-1512年）に橋の計画書を送っている。ミケランジェロは政治的亡命を考慮して、1505年にバヤズィトの宮廷に架橋計画を売り込もうとしたとのことであるが、当時のローマ皇帝との確執が消え、計画は実現しなかった。その後の1519年にはミケランジェロ招聘計画が浮上している。
湾の入り口から以下の順となる。
- ガラタ橋 ‐現在の橋は5代目（1994年12月‐）
- 金角湾メトロ橋（トルコ語版、英語版）（2013年1月9日‐、2014年2月15日からイスタンブール地下鉄M2号線（トルコ語版、英語版）開通）
- アタテュルク橋（英語版） ‐ 現在の橋は4代目（1940年 ‐）
- ハリチ橋（英語版）（ハリチュ大橋、1974年9月10日‐）